# 12 février aux Jeux olympiques de 2010
Pour un article plus général, voir Jeux olympiques d'hiver de 2010.
Le 12 février aux Jeux olympiques d'hiver de 2010 est le jour de la cérémonie d'ouverture et le 1er jour de compétition.

## Faits marquants
Lors d'une séance d'entrainement, le lugeur géorgien Nodar Kumaritashvili se tue en quittant la piste à près de 150 km/h et en heurtant un pilier d'acier.

## Programme
| Heure UTC-8 (Vancouver)                       |               |
| bleu                                          | Cérémonie     |
| neutre                                        | Épreuve       |
| or                                            | Finale        |
| orange                                        | Petite finale |
| rose                                          | Reporté       |
| gris                                          | Annulé        |
| Compétition masculine                         | Hommes        |
| Compétition féminine                          | Femmes        |
| Compétition mixte (hommes et femmes mélangés) | Mixte         |
| Compétition en couple (1 homme et 1 femme)    | Couple        |
| modifier                                      |               |

| Horaire | Discipline Spécialité | Discipline Spécialité    | Discipline Spécialité | Phase          | Résultats | Références |
| ------- | --------------------- | ------------------------ | --------------------- | -------------- | --------- | ---------- |
| 10:00   |                       | Saut à ski NH individuel | Compétition hommes    | Qualifications | -         | -          |
| 20:00   |                       | Cérémonie d'ouverture    | -                     | Cérémonie      | -         | -          |